# Surina de Beer
Surina de Beer (ur. 28 czerwca 1978 w Pretorii) – południowoafrykańska tenisistka, dwukrotna mistrzyni juniorskiego US Open w 1994 i 1996 roku.
Zawodniczka odnosząca sukcesy głównie w turniejach rangi ITF. Pierwszy tego typu turniej w grze singlowej wygrała w 1996 roku w angielskim Ilkley, pokonując w finale Australijkę Cindy Watson. Był to bardzo udany turniej dla tenisistki, ponieważ grę singlową wygrała jako kwalifikantka a oprócz tego tryumfowała w grze podwójnej.
W 1998 roku udanie zadebiutowała w rozgrywkach WTA, biorąc udział w kwalifikacjach do turnieju w Tokio. Po wygranych kwalifikacjach zagrała po raz pierwszy w karierze w fazie głównej turnieju, ale odpadła w pierwszej rundzie. Sukces ten zaowocował dalszymi znaczącymi osiągnięciami w tym roku. W maju wzięła udział w kwalifikacjach do wielkoszlemowego Roland Garros, gdzie dotarła do drugiej rundy. Jeszcze lepszy start odnotowała w Wimbledonie. Najpierw wygrała kwalifikacje, pokonując w decydującym o awansie meczu Aleksandrę Olszę a potem, w fazie głównej turnieju, doszła do trzeciej rundy. Był to jej największy w karierze sukces w historii występów w turniejach wielkoszlemowych.
W sumie, w czasie swojej kariery, nie wygrała żadnego turnieju cyklu WTA, ale za to zwyciężyła w jedenastu turniejach singlowych i aż trzydziestu pięciu deblowych rangi ITF.
Reprezentowała również swój kraj w rozgrywkach Pucharu Federacji.

## Wygrane turnieje rangi ITF
| turnieje z pulą nagród 100 000 $ |
| turnieje z pulą nagród 75 000 $  |
| turnieje z pulą nagród 50 000 $  |
| turnieje z pulą nagród 25 000 $  |
| turnieje z pulą nagród 15 000 $  |
| turnieje z pulą nagród 10 000 $  |

### Gra pojedyncza
|     | Data       | Turniej     | Kat. | ($)    | Naw.      | Finalistka        | Wynik         |
| 1.  | 04/08/1996 | Ilkley      | ITF  | 10 000 | trawiasta | Cindy Watson      | 6:4, 7:6      |
| 2.  | 19/07/1997 | Frinton     | ITF  | 10 000 | trawiasta | Mareze Joubert    | 6:4, 6:4      |
| 3.  | 27/07/1997 | Dublin      | ITF  | 25 000 | dywanowa  | Patricia Wartusch | 6:4, 3:6, 7:6 |
| 4.  | 02/08/1997 | Ilkley      | ITF  | 10 000 | trawiasta | Julia Lutrowa     | 7:5, 6:1      |
| 5.  | 05/10/1997 | Kioto       | ITF  | 10 000 | twarda    | Aurandrea Narvaez | 6:2, 7:6      |
| 6.  | 12/10/1997 | Saga        | ITF  | 25 000 | trawiasta | Shinobu Asagoe    | 6:1, 5:7, 6:3 |
| 7.  | 17/04/2005 | Porto Santo | ITF  | 10 000 | twarda    | Laura Zelder      | 6:4, 6:3      |
| 8.  | 24/04/2005 | Porto Santo | ITF  | 10 000 | twarda    | Anette Kolb       | 6:0, 6:1      |
| 9.  | 29/10/2006 | Pretoria    | ITF  | 10 000 | twarda    | Monica Gorny      | 6:2, 6:3      |
| 10. | 13/05/2007 | Edynburg    | ITF  | 10 000 | ziemna    | Alice Balducci    | 6:2, 6:2      |
| 11. | 02/11/2008 | Pretoria    | ITF  | 10 000 | twarda    | Chanel Simmonds   | 6:3, 6:3      |

## Finały juniorskich turniejów wielkoszlemowych

### Gra podwójna (2)
| Końcowy wynik | Rok  | Turniej | Nawierzchnia | Partnerka      | Przeciwniczki                   | Wynik finału  |
| Zwyciężczyni  | 1994 | US Open | Twarda       | Chantal Reuter | Nannie de Villiers Lizzy Jelfs  | 4:6, 6:4, 6:2 |
| Zwyciężczyni  | 1996 | US Open | Twarda       | Jessica Steck  | Petra Rampre Katarina Srebotnik | 6:4, 6:3      |